# Pablo Bengoechea
Pablo Javier Bengoechea Dutra (Rivera, 27 de junio de 1965) es un exfutbolista y entrenador uruguayo.   
Es el actual gerente deportivo del Club Atlético Peñarol.
Fue uno de los goleadores históricos del clásico uruguayo disputado entre Peñarol y Nacional.   
Participó durante todo el segundo quinquenio de Peñarol y convirtió los goles de Uruguay en las finales de dos de las tres últimas Copas América conseguidas por la selección, en 1987 y 1995.  
Después de haber sido asistente técnico de su compatriota Sergio Markarián en la Selección peruana de fútbol, la Federación Peruana de Fútbol lo nombró seleccionador de la misma, cargo que ocupó hasta diciembre de 2014.
Fue técnico del Club Alianza Lima de Perú.
Entre sus logros más importantes como DT está haber sido campeón del Torneo Apertura y Clausura 2015 en Uruguay con Peñarol y también haber salido campeón nacional 2017 con Alianza Lima. Además, con el cuadro blanquiazul ganó 6 clásicos (2-0, 1-2, 1-0, 1-3, 2-0 y 2-1), empató 1 (1-1) y perdió 3 (3-0, 1-0 y 2-0).

## Carrera profesional
Debutó en el Oriental Atlético Club de la ciudad de Rivera, luego en la selección de Rivera, el Montevideo Wanderers Fútbol Club, el Sevilla FC de España, Gimnasia y Esgrima de La Plata y por último en el Club Atlético Peñarol de Montevideo. 
Se lo conoce con los sobrenombres de "El Profesor" y "El Diez".

### Peñarol
Pablo Bengoechea ayudó a que su equipo Peñarol conquistara el segundo quinquenio de oro, ganando en las temporadas 1993, 1994, 1995, 1996, 1997.
Su paso por Peñarol resultó muy exitoso puesto que ganó el uruguayo del 1993 a 1997, en lo que fue el segundo quinquenio del club, el uruguayo de 1999 y 2003, la Liguilla 94 y 97, dos campeonatos Parmalat 93, 94 y dos vicecampeonatos de la Conmebol, en 1993 y 1994.
Una vez retirado del fútbol (a los 38 años), Bengoechea abrió el restaurante "El Diez" en el barrio de Pocitos, de Montevideo. 
Como devolución de todas las alegrías que le brindó a la parcialidad de Peñarol, se levantó en su honor un monumento en la cancha de entrenamiento del club, "Los Aromos". Es considerado una de los mayores ídolos de la parcialidad Carbonera.

## Selección nacional
Jugador destacado en los años 1990, vistió la casaca de Uruguay desde 1987 a 1998. Jugó con gran destaque la Copa América de 1987 y 1995. Anotó los goles en las dos finales, dándole a la selección de Uruguay el título de mejor de América, ante Chile y Brasil. También participó en la Copa Mundial de Fútbol de 1990 de Italia.

### Participaciones en Copa América
| Copa              | Sede      | Resultado  | Partidos | Goles |
| ----------------- | --------- | ---------- | -------- | ----- |
| Copa América 1987 | Argentina | Campeón    | 2        | 1     |
| Copa América 1989 | Brasil    | Subcampeón | 3        | 0     |
| Copa América 1995 | Uruguay   | Campeón    | 3        | 1     |

### Participaciones en Copas del Mundo
| Copa                           | Sede   | Resultado        | Partidos | Goles |
| ------------------------------ | ------ | ---------------- | -------- | ----- |
| Copa Mundial de Fútbol de 1990 | Italia | Octavos de final | 1        | 1     |

## Carrera como entrenador

### Selección nacional de Perú
En el año 2014, tras la salida de Sergio Markarián de la selección de fútbol de Perú, Pablo Bengoechea tomó las riendas del seleccionado nacional incaico. Con los blanquirrojos dirigió nueve partidos, ganó cinco y perdió cuatro. Luego de su corto paso por el cuadro peruano, volvió a su país.

### Peñarol
Ya de vuelta en su natal Uruguay, Bengoechea fue contratado por el Club Atlético Peñarol en el año 2015, club donde es considerado un ídolo. Con el 'carbonero' logró el campeonato tanto el Torneo Apertura como el Torneo Clausura del país 'charrúa'. 
Su contrato fue renovado para la temporada 2016; sin embargo, antes de comenzar el torneo siguiente, el cuadro aurinegro decidió que no continúe en el cargo, dándose el insólito caso de un entrenador despedido luego de ganar los únicos dos torneos que disputó, solo por perder un clásico amistoso. 
Posteriormente Peñarol terminaría ganando el campeonato uruguayo por a estar clasificado para la final gracias al apertura ganado por Bengoechea, lo que fue reconocido por el entrenador del momento, Jorge Da Silva.

### Alianza Lima
A finales del año 2016, Bengoechea es anunciado como el flamante director técnico del Club Alianza Lima para la temporada 2017. Con él llegaron refuerzos extranjeros al cuadro aliancista como Gonzalo Godoy, Luis Aguiar y Germán Pacheco. Con Pablo al mando, el cuadro de La Victoria se consagró tanto campeón del Torneo Apertura como del Torneo Clausura de Perú. Al haber ganado ambos torneos, el equipo de Alianza se consagró automáticamente campeón nacional sin necesidad de disputar una final, caso que no sucedía desde 1997. Otro de los logros de Bengoechea dicho año con Alianza Lima, fue haber mantenido el invicto en el Estadio Alejandro Villanueva durante todo el torneo local.
Para la temporada 2018, Bengoechea renueva su vínculo contractual con Alianza Lima. Aquel año accedió a los play-off superando a FBC Melgar en la semifinal, aunque cayendo contra Sporting Cristal en la final. De todas formas, clasificó al equipo blanquiazul por segundo año consecutivo a la Copa Libertadores de América. A final de temporada, Bengoechea decide dejar el cargo en el cuadro aliancista por decisión propia.
El 3 de junio de 2019 es presentado oficialmente como nuevo técnico de Alianza Lima tras haber estado seis meses fuera de la institución.  
Tras la renuncia de Miguel Ángel Russo, el técnico uruguayo fue la primera opción para ponerse nuevamente el buzo blanquiazul y finalmente se concretó su retorno al equipo. En 2019, llevaría a los íntimos nuevamente a los play-off, venciendo en la semifinal a Sporting Cristal; pero sucumbiendo en la final frente al Deportivo Binacional. Empero, logró clasificar a sus dirigidos por tercer año consecutivo a la fase de grupos de la Copa Libertadores. 
Para la temporada 2020, los resultados no fueron favorables para el equipo blanquiazul tanto en el torneo local como en el debut por la Copa Libertadores. Dirigió su último partido con Alianza Lima tras perder 2-0 ante su clásico rival Universitario y terminado el mismo, renunció a su cargo.

## Vida personal
Pablo Bengoechea está casado desde 1986 con Fanny Silva, con quien tiene tres hijas: Aline, Eliane y Paola. 
Su hija mayor, Aline, es escribana de profesión. 
Su hija Elaine (a quien se conoce públicamente como Elo) vive en Perú y es periodista deportiva; condujo el noticiero de deportes Menú Deportivo, de UCI Noticias, y actualmente es parte de GolPerú. 
Por su parte, Paola, la menor, es estudiante de abogacía.

## Trayectoria

### Estadísticas como jugador[7][8]
| Montevideo Wanderers F. C. · Uruguay | 1.ª           | 1985          | 23  | 7   | 6  | 1 | 6  | 5  | —   | —  | 35  | 13  | 0,37 |
| Montevideo Wanderers F. C. · Uruguay | 1.ª           | 1986          | 23  | 8   | 7  | 1 | 6  | 4  | 6   | 3  | 42  | 16  | 0,38 |
| Montevideo Wanderers F. C. · Uruguay | 1.ª           | 1987          | —   | —   | 5  | 3 | —  | —  | —   | —  | 5   | 3   | 0,6  |
| Montevideo Wanderers F. C. · Uruguay | Total club    | Total club    | 46  | 15  | 18 | 5 | 12 | 9  | 6   | 3  | 82  | 32  | 0,39 |
| Sevilla F. C. · España | 1.ª           | 1987-88       | 30  | 12  | —  | — | 4  | 1  | —   | —  | 34  | 13  | 0,4  |
| Sevilla F. C. · España | 1.ª           | 1988-89       | 27  | 5   | —  | — | 2  | 1  | —   | —  | 29  | 6   | 0,18 |
| Sevilla F. C. · España | 1.ª           | 1989-90       | 31  | 3   | —  | — | 2  | 0  | —   | —  | 33  | 3   | 0,16 |
| Sevilla F. C. · España | 1.ª           | 1990-91       | 25  | 4   | —  | — | 4  | 1  | 3   | 1  | 32  | 6   | 0,22 |
| Sevilla F. C. · España | 1.ª           | 1991-92       | 22  | 2   | —  | — | 8  | 1  | —   | —  | 30  | 3   | 0,18 |
| Sevilla F. C. · España | Total club    | Total club    | 135 | 26  | 0  | 0 | 20 | 4  | 3   | 1  | 158 | 31  | 0,23 |
| Gimnasia y Esgrima L. P. Argentina | 1.ª           | 1992          | 16  | 5   | —  | — | —  | —  | —   | —  | 16  | 5   | 0,31 |
| Gimnasia y Esgrima L. P. Argentina | Total club    | Total club    | 16  | 5   | 0  | 0 | 0  | 0  | 0   | 0  | 16  | 5   | 0,31 |
| C. A. Peñarol · Uruguay | 1.ª           | 1993          | 24  | 11  | —  | — | 6  | 4  | 8   | 2  | 38  | 17  | 0,44 |
| C. A. Peñarol · Uruguay | 1.ª           | 1994          | 27  | 12  | —  | — | 5  | 4  | 9   | 3  | 41  | 19  | 0,46 |
| C. A. Peñarol · Uruguay | 1.ª           | 1995          | 24  | 12  | —  | — | 8  | 4  | 10  | 3  | 42  | 19  | 0,45 |
| C. A. Peñarol · Uruguay | 1.ª           | 1996          | 18  | 2   | —  | — | 6  | 0  | 9   | 3  | 33  | 5   | 0,15 |
| C. A. Peñarol · Uruguay | 1.ª           | 1997          | 25  | 11  | —  | — | 5  | 1  | 15  | 3  | 45  | 15  | 0,33 |
| C. A. Peñarol · Uruguay | 1.ª           | 1998          | 18  | 3   | —  | — | 4  | 0  | 12  | 2  | 34  | 5   | 0,14 |
| C. A. Peñarol · Uruguay | 1.ª           | 1999          | 29  | 7   | —  | — | —  | —  | 10  | 3  | 39  | 10  | 0,25 |
| C. A. Peñarol · Uruguay | 1.ª           | 2000          | 35  | 11  | —  | — | 5  | 1  | 11  | 2  | 51  | 14  | 0,27 |
| C. A. Peñarol · Uruguay | 1.ª           | 2001          | 34  | 7   | —  | — | —  | —  | 10  | 2  | 44  | 9   | 0,20 |
| C. A. Peñarol · Uruguay | 1.ª           | 2002          | 32  | 15  | —  | — | —  | —  | 10  | 2  | 42  | 17  | 0,40 |
| C. A. Peñarol · Uruguay | 1.ª           | 2003          | 28  | 4   | —  | — | —  | —  | 3   | 0  | 31  | 4   | 0,12 |
| C. A. Peñarol · Uruguay | Total club    | Total club    | 294 | 95  | 0  | 0 | 39 | 14 | 107 | 25 | 440 | 134 | 0,30 |
| Total carrera | Total carrera | Total carrera | 491 | 141 | 18 | 5 | 71 | 27 | 116 | 29 | 696 | 202 | 0,29 |
| (1) Incluye datos de la Liguilla Pre-Libertadores de América (1985, 1986, 1993, 1994, 1995, 1996, 1997, 1998, 2000). (2) Incluye datos de la Copa de la UEFA (1990-91) / Copa Libertadores (1986, 1995, 1996, 1997, 1998, 2000, 2001, 2002, 2003) / Copa Conmebol (1993, 1994) / Copa Mercosur (1998, 1999, 2000, 2001) / Supercopa Sudamericana (1993, 1994, 1995, 1996, 1997). |               |               |     |     |    |   |    |    |     |    |     |     |      |

### Resumen estadístico
| Competición               | Partidos | Goles | Promedio |
| ------------------------- | -------- | ----- | -------- |
| Campeonato Uruguayo       | 340      | 110   | 0,32     |
| Campeonato Argentino      | 16       | 5     | 0,31     |
| Liga Española             | 135      | 26    | 0,19     |
| Copa del Rey              | 20       | 4     | 0,2      |
| Torneo Competencia        | 18       | 5     | 0,27     |
| Liguilla Pre-Libertadores | 51       | 23    | 0,45     |
| Copa de la UEFA           | 3        | 1     | 0,33     |
| Copa Libertadores         | 59       | 18    | 0,30     |
| Copa Conmebol             | 13       | 4     | 0,30     |
| Copa Mercosur             | 27       | 4     | 0,14     |
| Supercopa Sudamericana    | 14       | 2     | 0,14     |
| Selección de Uruguay      | 43       | 6     | 0,13     |
| Total                     | 739      | 208   | 0.28     |

### Trayectoria como asistente técnico
| Equipos              | País    | Año         |
| -------------------- | ------- | ----------- |
| River Plate          | Uruguay | 2005 - 2006 |
| Cruz Azul            | México  | 2007 - 2008 |
| Universidad de Chile | Chile   | 2008 - 2009 |
| Danubio              | Uruguay | 2010        |
| Selección del Perú   | Perú    | 2010 - 2013 |

### Trayectoria como entrenador
| Equipo                | Div.         | Temporada    | Liga | Liga | Liga | Liga |    | Copa | Copa | Copa | Copa |   | Internacional | Internacional | Internacional | Internacional |   | Otros | Otros | Otros | Otros |    | Totales     | Totales | Totales | Totales | Totales | Totales | Totales | Totales |
| Equipo                | Div.         | Temporada    | PD   | G    | E    | P    | PD | G    | E    | P    | PD   | G | E             | P             | PD            | G             | E | P     | PD    | G     | E     | P  | Rendimiento | GF      | GC      | Dif.    |         |         |         |         |
| --------------------- | ------------ | ------------ | ---- | ---- | ---- | ---- | -- | ---- | ---- | ---- | ---- | - | ------------- | ------------- | ------------- | ------------- | - | ----- | ----- | ----- | ----- | -- | ----------- | ------- | ------- | ------- | ------- | ------- | ------- | ------- |
| River Plate · Uruguay | 1.ª          | 2006         | 16   | 6    | 2    | 8    | -  | -    | -    | -    | -    | - | -             | -             | -             | -             | - | -     | 16    | 6     | 2     | 8  | 40%         | 27      | 34      | -7      |         |         |         |         |
| River Plate · Uruguay | Total        | Total        | 16   | 6    | 2    | 8    | -  | -    | -    | -    | -    | - | -             | -             | -             | -             | - | -     | 16    | 6     | 2     | 8  | 40%         | 27      | 34      | -7      |         |         |         |         |
| Peñarol · Uruguay     | 1.ª          | 2014-15      | 17   | 13   | 4    | 0    | -  | -    | -    | -    | -    | - | -             | -             | -             | -             | - | -     | 17    | 13    | 4     | 0  | 60.26%      | 33      | 26      | +7      |         |         |         |         |
| Peñarol · Uruguay     | 1.ª          | 2015-16      | 15   | 9    | 4    | 2    | -  | -    | -    | -    | -    | - | -             | -             | -             | -             | - | -     | 15    | 9     | 4     | 2  | 60.61%      | 38      | 21      | +17     |         |         |         |         |
| Peñarol · Uruguay     | Total        | Total        | 32   | 22   | 8    | 2    | -  | -    | -    | -    | -    | - | -             | -             | -             | -             | - | -     | 32    | 22    | 8     | 2  | 60.41%      | 71      | 47      | +24     |         |         |         |         |
| Alianza Lima · Perú   | 1.ª          | 2017         | 44   | 26   | 9    | 9    | -  | -    | -    | -    | 2    | 0 | 1             | 1             | -             | -             | - | -     | 46    | 26    | 10    | 10 | 62.23%      | 46      | 32      | +14     |         |         |         |         |
| Alianza Lima · Perú   | 1.ª          | 2018         | 44   | 21   | 10   | 13   | -  | -    | -    | -    | 6    | 0 | 1             | 5             | -             | -             | - | -     | 50    | 21    | 11    | 18 | 60.92%      | 51      | 27      | +24     |         |         |         |         |
| Alianza Lima · Perú   | 1.ª          | 2019         | 22   | 13   | 6    | 3    | 3  | 1    | 1    | 1    | 1    | 0 | 0             | 1             | -             | -             | - | -     | 26    | 14    | 7     | 5  | 48.71%      | 17      | 18      | -1      |         |         |         |         |
| Alianza Lima · Perú   | Total        | Total        | 110  | 60   | 25   | 25   | 3  | 1    | 1    | 1    | 9    | 0 | 2             | 7             | 0             | 0             | 0 | 0     | 122   | 67    | 28    | 27 | 59.26%      | 114     | 77      | +37     |         |         |         |         |
| Total clubes          | Total clubes | Total clubes | 158  | 88   | 35   | 35   | 3  | 1    | 1    | 1    | 9    | 0 | 2             | 7             | 0             | 0             | 0 | 0     | 170   | 89    | 38    | 43 | 51.02%      | 591     | 476     | +115    |         |         |         |         |
| 1. 2.                 |              |              |      |      |      |      |    |      |      |      |      |   |               |               |               |               |   |       |       |       |       |    |             |         |         |         |         |         |         |         |

### En selecciones
| Perú absoluta        | 4 de marzo de 2014   | 18 de diciembre de 2014 | 9 | 5 | 0 | 4 | 69.23% |
| Total en Selecciones | Total en Selecciones | Total en Selecciones    | 9 | 5 | 0 | 4 | 68.55% |

## Títulos y reconocimientos

### Como jugador

#### Títulos nacionales
| Título                             | Equipo (*)          | País    | Año  |
| ---------------------------------- | ------------------- | ------- | ---- |
| Copa Nacional de Selecciones (OFI) | Selección de Rivera | Uruguay | 1985 |
| Campeonato Uruguayo                | Peñarol             | Uruguay | 1993 |
| Campeonato Uruguayo                | Peñarol             | Uruguay | 1994 |
| Campeonato Uruguayo                | Peñarol             | Uruguay | 1995 |
| Campeonato Uruguayo                | Peñarol             | Uruguay | 1996 |
| Campeonato Uruguayo                | Peñarol             | Uruguay | 1997 |
| Campeonato Uruguayo                | Peñarol             | Uruguay | 1999 |
| Campeonato Uruguayo                | Peñarol             | Uruguay | 2003 |

#### Títulos internacionales
| Título       | Club               | País      | Año  |
| ------------ | ------------------ | --------- | ---- |
| Copa América | Selección Uruguaya | Argentina | 1987 |
| Copa América | Selección Uruguaya | Uruguay   | 1995 |

#### Distinciones individuales
| Distinción                                                | Año  |
| --------------------------------------------------------- | ---- |
| Máximo goleador de la Liguilla Pre-Libertadores (5 goles) | 1985 |
| Máximo goleador del Campeonato Uruguayo (10 goles)        | 1997 |

### Como entrenador

#### Campeonatos nacionales
| Título              | Club         | País    | Año     |
| ------------------- | ------------ | ------- | ------- |
| Torneo Clausura     | Peñarol      | Uruguay | 2015    |
| Torneo Apertura     | Peñarol      | Uruguay | 2015    |
| Campeonato Uruguayo | Peñarol      | Uruguay | 2015-16 |
| Torneo Apertura     | Alianza Lima | Perú    | 2017    |
| Torneo Clausura     | Alianza Lima | Perú    | 2017    |
| Primera División    | Alianza Lima | Perú    | 2017    |
| Torneo Clausura     | Alianza Lima | Perú    | 2019    |

#### Distinciones individuales
| Distinción                                       | Año  |
| ------------------------------------------------ | ---- |
| Mejor entrenador de la Primera División del Perú | 2019 |